# Comté de Namur
946 – 1421 / 1795
Entités précédentes :
- pagus Lommensis, pagus Sambrensis, pagus Darnuensis

Entités suivantes :
- Département de Sambre-et-Meuse

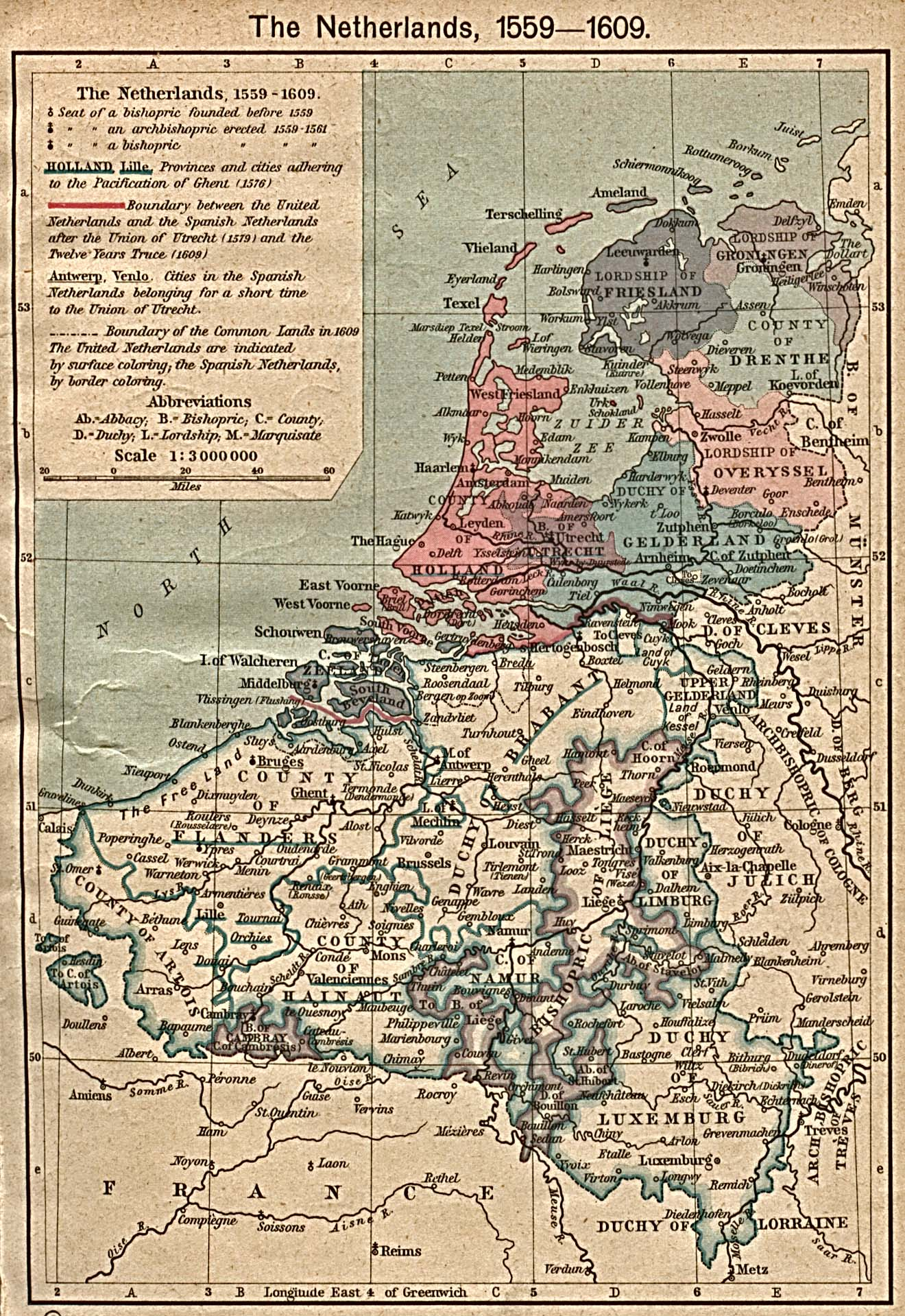
Le Comté de Namur dans les Pays-Bas (1559-1608).

Le comté de Namur est un ancien comté qui relevait du Saint-Empire romain germanique, qui se trouvait entre la principauté de Liège, le duché de Brabant et le comté de Hainaut. Il comprenait les villes de Namur, Charleroi, Givet, Bouvignes, Mariembourg et Fleurus.

## Histoire

### LeLommensis
Le comté de Namur trouve son origine dans le pagus Lommensis. Cette circonscription administrative franque tirait son nom d'un cours d'eau, peut-être la Lomme ou la Molignée (dont le nom actuel serait formé par métathèse). Ce pagus s'étendait de la Molignée à la frontière lotharingienne et touchait donc le Laonnois et le pagus Castricius. Il est possible que le Lommensis dépassait quelque peu la Meuse à l'est et s'étendait jusqu'à la Houille.
De bonne heure, ce pagus fut agrandi à des petits cantons voisins, à savoir le pagus Darnuensis (Darnau) et le pagus Sambrensis. C'est cet ensemble qui forma le comté de Lomme.
Gislebert, comte de Masau, après sa réconciliation avec le roi Louis le Germanique vers 860, fut pourvu du gouvernement de ce comté. Une de ses petite-fille épousa un comte Bérenger, entre les mains duquel on voit le Lommensis sous le règne de Louis l'Enfant (en 907, 908). Ce Bérenger descendait d'Évrard (comte du Ternois, plus tard marquis de Frioul). Il y a tout lieu de croire que Bérenger transmit aux comtes de Namur diverses possessions dans le Condroz : Dinant, Beaufort, Assesse, Spontin, Samson, Natoye, Emptinne, et de façon générale la portion du Condroz qui bordait la Meuse depuis l'embouchure de la Lesse jusqu'au-delà d'Andenne, et de même le pays de Durbuy.
En 889, Arnulf de Carinthie attribua à l'église de Liège l'abbaye de Lobbes et toutes ses dépendances, qui empiétaient sur le Lommensis (château de Thuin), et, en 907, Louis l'Enfant confirma la donation de l'abbaye de Fosses à l'église de Liège.
Dès 915, l'extrémité sud-est du Lommensis (entre Couvin, Hastière et Florennes) fut détachée du comté.
Bérenger, gendre de Régnier Ier, est probablement mort sans laisser d'héritier mâle. De ce fait, il est possible que le territoire de son comté ait été démembré en faveur des Régnier, comtes de Hainaut et comtes de Louvain. En effet, jusqu'au Xe siècle, le comté de Lomme s'étendait au nord jusqu'à la Dyle et l'abbaye de Gembloux et Nivelles en faisaient partie. Par la suite toute cette région du Darnau fut rattachée au Brabant. De même, le comte de Hainaut devait posséder le sud-ouest de l'ancien Lommensis (Couvin, Frasnes, Éve, Nismes) à la fin du Xe siècle. Chimay fut également rattaché d'assez bonne heure au Hainaut.
C'est vraisemblablement d'une fille de Bérenger que naquit le comte Robert (cité en 946, 956). Son fils Albert Ier est cité dès 981.

### Les premiers comtes de Namur
La forteresse de Namur, plantée au confluent de la Sambre et de la Meuse, va désormais imposer son nom à l'ensemble du territoire.
Albert Ier épousa probablement Ermengarde, fille de Charles de Lorraine. Il mourut avant 1012.
Sa veuve, au lendemain de la bataille de Hoegaarden (1013), où l'évêque de Liège Baldéric II avait été battu et son allié le comte Hermann d'Ename fait prisonnier, s'entremit pour obtenir que l'empereur Henri II pardonnât au jeune comte Robert d'avoir assisté Lambert de Louvain dans cette campagne. Robert II ne vécut pas longtemps. Il eut pour successeur son frère Albert II, qui épousa Régelinde, fille du duc Gothelon et mourut vers 1064.
En 1015, l'abbaye Saint-Jean de Florennes fut acquise par l'évêque Baldéric II de Liège. Le château fut, vers la même époque, cédé avec le consentement du roi à l'église Saint-Lambert.
Albert III, fils du précédent, prit pour femme, probablement en secondes noces, Ida, veuve du duc Frédéric de Basse-Lotharingie, mort en 1065.
Ce mariage lui apporta le pays de La Roche, en Ardenne, que Frédéric avait obtenu de Henri III en échange de domaines saxons.
Le frère d'Albert III, Henri, était comte de Durbuy. Il est probable qu'il reçut ce territoire en apanage.
Albert III vécut jusqu'en 1102 et associa à son gouvernement dès 1099 son fils Godefroid, dont la première femme fut Sybille de Château-Porcien et la seconde (avant 1101) Ermesinde de Luxembourg, fille de Conrad et veuve d'Albert de Dasbourg-Moha.
Le mariage de Godefroid avec Sybille lui valut l'acquisition du comté de Porcien en France ; mais il le perdit à la rupture de cette union.

### Étendue du comté
De tout l'ancien comitatus Lommensis, les comtes de Namur n'avaient conservé qu'un fragment : le château de Namur avec la zone qui s'avançait jusque vers Gembloux, et le pays compris entre Namur, Florennes, Hastière et la Meuse.
Leur puissance reposait surtout sur des acquisitions faites en dehors de l'ancien Lommensis. Ils possédaient Dinant, sauf les deux églises appartenant à évêché de Liège, la centène d'Anseremme, et plus loin au sud, dans la région ardennaise, Bourseigne (en 1070).
En outre, les comtes de Namur possédaient dès le XIe siècle le pays de Durbuy et une zone très étendue formant triangle avec les deux biefs de la Meuse, de Dinant à Namur et de Namur à Andenne. En 1199, Philippe dut céder la majeure partie de ce territoire à Thibaut de Luxembourg.

### Le comté après leXIIesiècle
Ses descendants se le transmettent jusqu'à Henri l'Aveugle, comte de Namur et de Luxembourg  qui est contraint de le céder à son neveu Baudouin V de Hainaut.
Le 23 septembre 1190, lors de la diète de Schwäbisch Hall, le comté fut érigé en marquisat de Namur par le roi Henri VI, afin de cimenter l'union de l'héritage de Henri l'Aveugle avec le Hainaut.
Pendant un siècle les comtes de Luxembourg tenteront de reprendre possession du comté de Namur. En 1212, Philippe Ier le Noble le cède à son neveu Philippe II de Courtenay.
Le marquisat de Namur, après la tentative que Ferrand de Portugal avait faite pour l'acquérir, était demeuré la propriété à la maison de Courtenay. Baudouin de Courtenay, qui était devenu en 1228 empereur de Constantinople et avait été dépossédé en 1261, vendit en 1263, afin de financer la reconquête de Constantinople, pour 20 000 livres à Gui de Dampierre ses droits sur le territoire qui lui était disputé par Henri de Luxembourg. Gui parvint à faire prévaloir son autorité, grâce à un accord qui fut ménagé par Baudouin d'Avesnes et qui donnait en secondes noces au comte de Flandre Isabelle, fille du comte de Luxembourg.
Lorsque Rodolphe de Habsbourg retira à Gui les fiefs de la Flandre impériale, il investit aussi directement Jean d'Avesnes du comté de Namur pour lequel Gui, s'il avait été fidèle à l'engagement de 1257, aurait dû prêter hommage à Jean ; il avait reconnu en effet la suzeraineté du Hainaut sur ce territoire.
Néanmoins, il finit par conserver Namur aussi bien que la Flandre impériale, et il le remit en apanage, en 1297, à son fils Jean, qui déjà en 1290 y exerçait le gouvernement. Les descendants de Jean de Dampierre perpétuèrent sa lignée dans le marquisat jusqu'à Jean III qui le vendit à Philippe III le Bon, duc de Bourgogne en 1430, lequel le réunit alors aux Pays-Bas bourguignons.

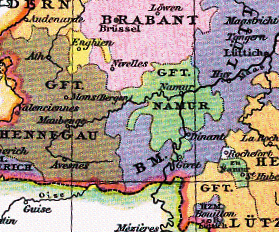
Namur en 1400
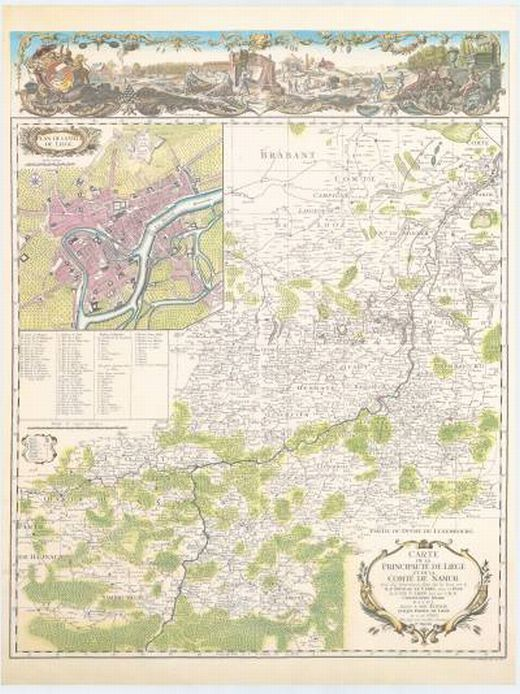
Carte de Nicolas Le Clerc de la Principauté de Liège et Comté de Namur en 1747

Comme le reste des Pays-Bas bourguignons, le comté de Namur passe dans les Pays-Bas des Habsbourg puis, en 1549, intègre les Pays-Bas espagnols, et enfin, en 1581, les Pays-Bas du sud après la sécession des provinces protestantes. En 1659 et en 1678, la partie sud du Hainaut est rattachée à la France. En 1713 et par le traité d'Utrecht, les Pays-Bas espagnols deviennent les Pays-Bas autrichiens. En 1795, il est conquis par les armées de la République Française, qui en font, avec une partie de l'ancien duché de Luxembourg, le département de Sambre-et-Meuse; et en 1815 le Congrès de Vienne le donne au Royaume des Pays-Bas, où il devient la province de Namur.

## Armoiries

Les armes de Namur

Les armoiries antérieures à 1190 ne sont pas connues. Philippe Ier le Noble, fils de Baudouin V de Hainaut et de Marguerite de Flandre, comte de Namur en 1196, brisa les armoiries de Flandre pour porter : d'or au lion de sable, armé et lampassé de gueules et à la traverse de gueules brochant sur le tout.

## Source
- Louis Charles Dezobry et Théodore Bachelet, Dictionnaire de Biographie et d’Histoire, Paris, 1863 [détail de l’édition]